# Архиепархия Хартфорда

Герб архиепархии Хартфорда

Архиепархия Хартфорда (лат. Archidioecesis Hartfortiensis) — архиепархия Римско-Католической церкви с центром в городе Хартфорда, США. В митрополию Хартфорда входят епархии Бриджпорта, Норуича, Провиденса. Кафедральным собором архиепархии Хартфорда является Собор Святого Иосифа.

## История
28 ноября 1843 Святой Престол учредил епархию Хартфорда, выделив её из епархии Бостона.
16 февраля 1872 епархия Хартфорда передала часть своей территории новой епархии Провиденса.
6 августа 1953 епархия Хартфорда была возведена в ранг архиепархии. В этот же день архиепархия Хартфорда передала часть своей территории новым епархиям Бриджпорта и Норуича.
В Уотербери находится Базилика Непорочного Зачатия.

## Ординарии архиепархии
- епископ Уильям Тайлер[англ.] (28.11.1843 — 18.06.1849)
- епископ Бернард О’Рейли[англ.] (09.08.1850 — 23.01.1856)
- епископ Фрэнсис Патрик Макфарланд[англ.] (11.12.1857 — 12.10.1874)
- епископ Томас Гэлберри[англ.], O.S.A. (17.02.1876 — 10.10.1878)
- епископ Лоуренс Стивен Макмахон[англ.] (16.05.1879 — 21.08.1893)
- епископ Майкл Тирни[англ.] (02.12.1893 — 05.10.1908)
- епископ Джон Джозеф Нилан[англ.] (14.02.1910 — 13.04.1934)
- епископ Морис Фрэнсис Маколифф[англ.] (23.04.1934 — 15.12.1944)
- епископ Генри Джозеф О’Брайен[англ.] (07.04.1945 — 20.11.1968) — архиепископ с 1953
- архиепископ Джон Фрэнсис Уилон[англ.] (28.12.1968 — 02.08.1991)
- архиепископ Дэниел Энтони Кронин[англ.] (10.12.1991 — 20.10.2003)
- архиепископ Генри Джозеф Мэнселл[англ.] (20.10.2003 — 29.10.2013)
- архиепископ Леонард Пол Блэр[англ.] (29.10.2013 — 01.05.2024)
- архиепископ Кристофер Джеймс Койн[англ.] (с 01.05.2024)

## Источник
- Annuario Pontificio, Libreria Editrice Vaticana, Città del Vaticano, 2003, ISBN 88-209-7422-3.